# Apennin tosco-romagnol
Pour les articles homonymes, voir Apennin (homonymie).
L'Apennin tosco-romagnol (en italien : Appennino tosco-romagnolo) est une subdivision de la chaîne des Apennins et une section de l'Apennin septentrional, entre le col de la Futa (903 m d'altitude) et la Bocca Trabaria (1 048 m d'altitude) comprenant la Romagne, la Toscane, la république de Saint-Marin et les parties septentrionales des Marches et de l'Ombrie.
Le plus haut sommet est le mont Falco avec une altitude de 1 658 mètres. La zone abrite plusieurs zones naturelles protégées, dont le parc national des forêts du Casentino, Monte Falterona, Campigna et le parc naturel régional de Sasso Simone et Simoncello. La chaîne de montagnes se poursuit à l'ouest avec l'Apennin tosco-émilien et au sud-est avec l'Apennin ombro-marchesan.

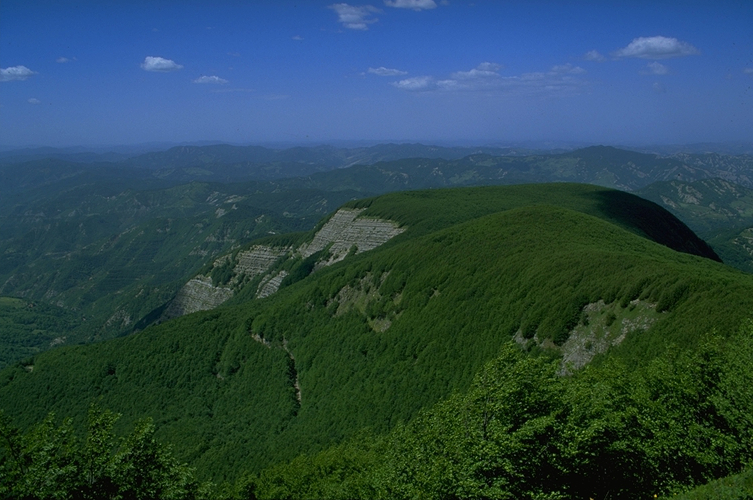
Vue du mont Falco.